# Joppa (Kornwalia)
Joppa – wieś w Anglii, w Kornwalii. Leży 12 km na północny wschód od miasta Penzance i 400 km na zachód od Londynu.